# Assedi di Berwick (1355 e 1356)
Gli assedi di Berwick del 1355 e del 1356 furono degli scontri che si svolsero nelle guerre d'indipendenza scozzesi, dal 6 novembre 1355 al 13 gennaio 1356, a Berwick-upon-Tweed, in Inghilterra. L'ultimo assedio si risolse in un nulla di fatto per assediati e assedianti e gli inglesi ripresero il controllo del castello nel gennaio del 1356.
Dopo la firma di una prima tregua nell'autunno del 1355, gli scozzesi ad ottobre ruppero questo patto invadendo la Northumbria e devastandola in larga parte. Il 6 novembre una forza scozzese guidata da Thomas, conte di Angus e da Patrick, conte di March, catturò la città di Berwick, ma non riuscì a conquistare il castello locale per il quale si rese necessario un assedio. Edoardo III d'Inghilterra ritornò dalla Francia e guidò un grande esercito verso Newcastle. Gran parte degli scozzesi si ritirò lasciando solo 130 uomini di guarnigione a Berwick. Quando l'esercito inglese giunse sul posto, gli scozzesi rimasti negoziarono ed ottennero un lasciapassare per fare ritorno in patria senza aggressioni. Edoardo si dedicò quindi a devastare la parte meridionale e centrale della Scozia e dovette desistere solo per la mancanza di rifornimenti e a causa del maltempo.

## Antefatti

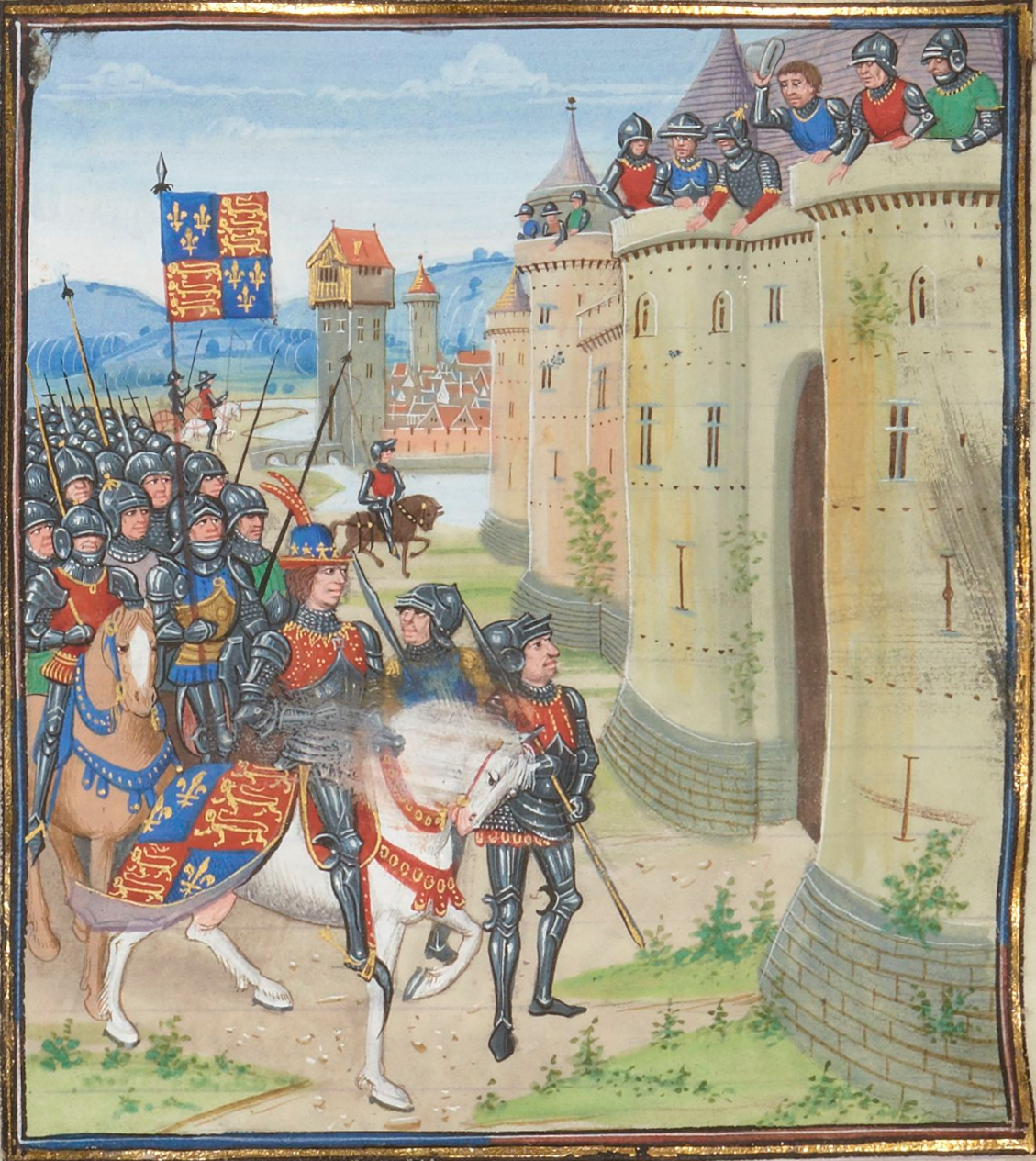
L'assedio di Berwick del 1333

La prima guerra d'indipendenza scozzese tra Inghilterra e Scozia ebbe inizio nel 1296 quando Edoardo I d'Inghilterra (regnante dal 1272 al 1307) attaccò e saccheggiò la città di Berwick-upon-Tweed posta sul confine anglo-scozzese come preludo per la sua invasione della Scozia. A questo fatto seguirono più di 30 anni di guerre, con Berwick che venne ricatturata dagli scozzesi nel 1318. La disastrosa campagna inglese di Stanhope Park portò Isabella di Francia e Roger Mortimer, reggenti per il neo-incoronato quattordicenne re Edoardo III d'Inghilterra al tavolo dei negoziati. Questi si accordarono per sottoscrivere il trattato di Northampton con Robert Bruce (r. 1306-1329) nel 1328 col quale la Scozia venne riconosciuta una nazione indipendente.
Edoardo ad ogni modo non accettò mai la validità del trattato e dal 1333 l'Inghilterra e la Scozia si ritrovarono ancora in guerra quando Edoardo III decise di assediare Berwick, dando così inizio alla seconda guerra d'indipendenza scozzese. Gli scozzesi si sentirono in dovere di salvare la città. Un esercito scozzese di 20 000 uomini attaccò i 10 000 soldati inglesi della controparte e subì una devastante sconfitta nella battaglia di Halidon Hill. Berwick si arrese il giorno successivo. La guerra dei cent'anni tra Inghilterra e Francia si aprì inoltre nel 1337 e nel 1346 Edoardo venne impegnato a guidare l'esercito inglese nel nord della Francia, vincendo la battaglia di Crécy e assediando Calais. Incoraggiati dal re di Francia, Giovanni II, gli scozzesi invasero l'Inghilterra con un grande esercito, certi che ben poche truppe inglesi fossero state lasciate in patria a difendere le ricche città del nord, ma gli scozzesi vennero pesantemente battuti nella battaglia di Neville's Cross e il loro re, Davide II, venne fatto prigioniero. Gli scozzesi si ritirarono e gli inglesi furono in grado di dedicarsi apertamente al solo teatro di guerra della Francia.

### Berwick
Berwick, città posta lungo la costa britannica del Mare del Nord, era un insediamento posto al confine anglo-scozzese. In epoca medievale, era il cancello per la Scozia e verso la marca orientale inglese. Secondo William Edington, vescovo e cancelliere d'Inghilterra, Berwick era «così popolosa e un porto commerciale di tale importanza da poter essere chiamata una 'novella Alessandria', le cui ricchezze erano le sue stesse acque». Era la città commerciale più nota della Scozia, in particolare per il commercio della lana. Nel corso dei secoli la guerra tra Scozia e Inghilterra portò sempre Berwick al centro degli scontri, con l'insediamento che patì diversi assedi, incursioni e riconquiste. Le battaglie furono sempre rare nell'area in quanto gli scozzesi preferivano la tecnica della guerriglia al confine con l'Inghilterra. Berwick era stata venduta agli scozzesi da re Riccardo I d'Inghilterra (r. 1189-1199), 140 anni prima di questi scontri, per raccogliere i fondi necessari a sostenere la terza crociata. La città venne conquistata e saccheggiata da re Edoardo I nel 1296 in quella che fu la prima azione significativa della prima guerra d'indipendenza scozzese. Ventidue anni dopo Robert Bruce riprese la città dopo aver corrotto la guardia locale, espellendovi la guarnigione inglese e riconsegnandola alla Scozia. Re Edoardo II d'Inghilterra (r. 1308-1327) tentò di riconquistare Berwick nel 1319 ma abbandonò l'asedio dopo che gli scozzesi ebbero sconfitto i suoi uomini nella battaglia di Myton.

## Preludio
Nel 1355, Davide II era ancora prigioniero degli inglesi, ma i francesi premevano sui nobili scozzesi perché sulla base della Auld Alliance stipulata con loro, agissero dal momento che il loro paese era ora attaccato dall'Inghilterra. Gli scozzesi si mobilitarono quindi nuovamente per invadere il territorio inglese. I francesi inviarono 50 o 60 cavalieri al comando di Yon de Garencières in Scozia. Questi promisero inoltre di rifondere agli scozzesi le spese sostenute per l'invasione dell'Inghilterra. Quando questo pagamento ad ogni modo non arrivò a fine settembre, si dovette ricorrere a una tregua di nove mesi. Gran parte delle forze inglesi si spostarono quindi a sud per prendere parte con Edoardo alla campagna militare nel nord della Francia. I militari inglesi si focalizzarono molto sulla Francia, territorio sul quale avevano da tempo ampie mire espansionistiche. Molti uomini delle guarnigioni di confine lasciarono i loro incarichi per unirsi all'armata di Edoardo in Francia tra i quali anche il comandante della fortezza di Berwick, William, lord Greystoke.
Alcuni giorni dopo la firma della tregua i francesi fecero giungere 40 000 scudi d'oro per le spese promesse. Gli scozzesi attesero che tutte le truppe inglesi necessarie si fossero imbarcate alla volta della Francia e quindi invasero il Nortumerland, nell'Inghilterra settentrionale. Gli scozzesi erano probabilmente meno di 2000, ma non trovarono davanti a loro l'esercito inglese a fermarli. Il conestabile del castello di Norham, una delle principali fortificazioni inglesi di confine, tentò di contrapporsi alle loro forze con parte dei suoi uomini e reclute locale, ma venne costretto ad abbandonare le sue posizioni. Gli scozzesi razziarono e misero a ferro i fuoco i villaggi della Northumbria. Edoardo ricevette la notizia dell'invasione il 20 ottobre, quando ormai gran parte del suo esercito si trovava già in Francia. Continuò la sua campagna in Francia.

## Caduta e riconquista di Berwick
I nobili scozzesi Thomas, conte di Angus, e Patrick, conte di March presero con sé una piccola forza di scozzesi e francesi e delle barche da trasporto truppe. Dopo sei giorni attaccarono la città di Berwick, il 6 novembre, scalando le mura della città poco prima del tramonto, spingendo così la guarnigione locale a portarsi verso il castello cittadino assieme agli abitanti, mentre gli scozzesi si dedicarono al saccheggio. Il castello, già rinforzato, venne ulteriormente rafforzato dalla presenza degli uomini di John Coupland, che giunse da Roxburgh. Il guardiano di Scozia, Robert Stewart, che svolgeva l'incarico di reggente per conto di Davide II che si trovava prigioniero degli inglesi, prese personalmente il controllo dell'assedio del castello. A collegare l'abitato al castello si trovava un ponte fortificato in pietra che era difeso da una torre nota come "Torre di Douglas". Inizialmente questo divenne il punto di forza della resistenza inglese, ma ben presto dovette soccombere agli scozzesi che nel frattempo avevano iniziato a minare le mura del castello ed a lanciare ulteriori assalti.
Nel frattempo, la spedizione condotta da Edoado III in Piccardia si era rivelata un fallimento senza conclusioni. Il sovrano inglese non riuscì a ottenere i successi sperati. Secondo alcune fonti, durante queste discussioni, Edoardo ricevette la notizia della cadta di Berwick e dell'assedio che ancora si stava svolgendo al castello locale; tagliò quindi corto coi negoziati e tornò in Inghilterra. Secondo altri racconti, sbarcò in Inghilterra col suo esercito il 12 novembre, data nella quale apprese della caduta di Berwick, dopo quindi la fine dei negoziati in Francia. In ogni caso, Edoardo si trovava a Newcastle il 24 dicembre di quell'anno, assieme ad un possente esercito e ad una piccola flotta della marina inglese come rifornimento. L'esercito lasciò Newcastle il 6 gennaio 1356.
Una forza al comando di Walter Mauny si portò avanti scortando 120 minatori. Quando questi raggiunsero Berwick trovarono che il castello ancora resisteva agli assediati. Gran parte delle forze scozzesi avevano ormai abbandonato l'assedio, lasciando in città una guarnigione di soli 130 uomini, troppo pochi per poter difendere adeguatamente le mura. Gli inglesi posero assedio alla città e gli scozzesi non riuscirono ad ottenere i rinforzi sperati «per discordie tra gli aristocratici locali». I minatori scavarono dei tunnel sotto le mura della città mentre Mauny preparava degli assalti simultanei via mare e via terra. Il 13 gennaio, Edoardo giunse sul posto col grosso dell'esercito inglese. Gli scozzesi chiesero con lui un parley.

## Conseguenze
Edoardo III spostò il suo esercito lungo il fiume Tweed sino a Roxburgh ed il 26 gennaio l'esercito al suo seguito cominciò a razziare i dintorni di Edimburgo, nello specifico i 20 chilometri quadrati circostanti. Gli scozzesi pure praticarono la tattica della terra bruciata, rifiutandosi di combattere in campo aperto e volendo semplicemente ormai sfinire il nemico ed impedirgli di rifornirsi ulteriormente. Edoardo, infatti, poco dopo dovette ritirarsi nuovamente in Inghilterra, giungendo a Carlisle alla fine di febbraio col suo esercito in pessime condizioni.